# Basilio Pedro IV Avkadian
Basilio Pedro IV Avkadian (en armenio: Բարսեղ Պետրոս Դ. Աւգատեան, romanizado: Parsegh Bedros Avkadian) (Alepo, -Bzommar, 6 de febrero de 1788) fue un religioso armenio, cuarto patriarca catolicós de Cilicia de los armenios y cabeza de la Iglesia católica armenia.   

## Biografía
Religioso antoniano, Parsegh Avkadian acompañó a Abraham Pedro I Ardzivian en su exilio en el Líbano y fue vicario general en Bzommar de los patriarcas Jacobo Pedro II Hovsepian y Miguel Pedro III Kasparian. Avkadian fue ordenado obispo titular de Amasya en 1753 por el patriarca Hovsepian, poco antes de su muerte.
Fue elegido patriarca tras la muerte de su predecesor Kasparian el 1 de diciembre de 1780, fue confirmado por la Santa Sede y recibió el palio el 25 de junio de 1781. Durante su patriarcado se distinguió por haber introducido algunas reformas en la institución patriarcal, por haber esbozado los derechos y deberes de los patriarcas y de sus relaciones con los eparcas y archieparcas locales.
La generosa donación del comerciante armenio Mikael Agha de India permitió la construcción de un seminario de dos pisos con capilla propia. Envió muchos sacerdotes a las misiones. Defendió el rito y la identidad de los armenios contra los misioneros europeos que quieren latinizarlos. Murió el 6 de febrero de 1788 y fue enterrado en Bzommar.
| Predecesor: Miguel Pedro III Kasparian | Patriarca de Cilicia de los Armenios 1780 - 1788 | Sucesor: Gregorio Pedro V Kupelian |